# Debelja
Debelja (en serbe cyrillique : Дебеља) est un village de Serbie situé dans la municipalité de Nova Varoš, district de Zlatibor. Au recensement de 2011, il comptait 127 habitants.

## Démographie
| 1948 | 1953 | 1961 | 1971 | 1981 | 1991 | 2002 | 2011 |
| ---- | ---- | ---- | ---- | ---- | ---- | ---- | ---- |
| 457  | 529  | 535  | 422  | 342  | 203  | 148  | 127  |

|  |